# 6739 Tärendö
6739 Tärendö là một tiểu hành tinh vành đai chính với chu kỳ quỹ đạo là 2121.8103003 ngày (5.81 năm).
Nó được phát hiện ngày 19 tháng 3 năm 1993 ở Đài thiên văn Nam Âu. Nó được đặt theo tên the village Tärendö in Sweden.